# Forgandenny
Forgandenny är en by i Perth and Kinross i Skottland. Byn är belägen 48,9 km 
från Edinburgh. Orten har 760 invånare (2016).